# Konrad von Dressler
Konrad von Dressler (* 28. März 1885 in Schreitlaugken (jetzt Gemeinde Pagėgiai), Memelland; † 30. November 1955 in Velgen bei Ebstorf) war ein deutscher Gutsbesitzer, Jurist und Politiker.

## Leben
Dressler besuchte das humanistische Gymnasium in Weimar und ging nach dem Abitur zunächst in die praktische Landwirtschaft. Anschließend studierte er Agrarwissenschaften in Göttingen und wurde dort Mitglied des Corps Saxonia. Aus familiären Gründen sattelte er um auf Jurastudium in Göttingen, München, Berlin und Königsberg in Preußen. Nach bestandenem Staatsexamen und kurzer Dienstzeit als Referendar kehrte er zurück in die praktische Landwirtschaft auf verschiedenen Gütern in Ostpreußen. Seit 1911 bewirtschaftete er den väterlichen Besitz in Schreitlaugken mit 2284 ha. Am 1. Januar 1914 übernahm er den ganzen Besitz als alleiniger Eigentümer. Nach der Abtrennung des Memelgebiets vom Deutschen Reich gehörte er sämtlichen Landtagen des Memellandes an, war Vizepräsident und zehn Jahre lang Präsident des Landtags sowie 13 Jahre lang Präsident der Landwirtschaftskammer des Memelgebietes. 1934 wurde er von der litauischen Zentralregierung all seiner politischen Ämter entbunden, unter Polizeiaufsicht gestellt, da er nach ihrer Ansicht die Interessen der deutschstämmigen Memelländer über die Interessen Litauens gestellt hatte und nach dem berühmten Prozess in Kowno zwei Jahre lang in Litauen inhaftiert. 1945 aus der Heimat vertrieben, lebte er zuletzt in Velgen bei Ebstorf, wo er das Amt des Bürgermeisters bekleidete.